# Dekanat Lidzbark Welski
Dekanat Lidzbark Welski – jeden z 24 dekanatów w rzymskokatolickiej diecezji toruńskiej.

## Historia
Dekanat lidzbarski niegdyś należał do diecezji chełmińskiej z siedzibą w Pelplinie. Od 25 marca 1992 roku przynależy on do diecezji toruńskiej. Obecny kształt dekanat uzyskał na przełomie 2001 i 2002 roku po reorganizacji struktur diecezjalnych. 

## Parafie
Lista parafii (stan z 13 października 2023):
| Lp | Miejscowość / parafia                   | Proboszcz / administrator              | Zdjęcie |
| -- | --------------------------------------- | -------------------------------------- | ------- |
| 1  | Kiełpiny parafia św. Wawrzyńca          | ks. kan. Sylwester Szczepan Ćwikliński |         |
| 2  | Lidzbark parafia św. Wojciecha          | ks. kan. Stanisław Grzywacz            |         |
| 3  | Lidzbark parafia Wniebowzięcia NMP      | ks. kan. Marian Wiśniewski             |         |
| 4  | Płośnica parafia św. Barbary            | ks. kan. Józef Penc                    |         |
| 5  | Przełęk parafia Przemienienia Pańskiego | ks. kan. Stanisław Szmeichel           |         |
| 6  | Wąpiersk parafia Opatrzności Bożej      | ks. Bogdan Kołodziejczyk               |         |
| 7  | Wielki Łęck parafia św. Mikołaja        | ks. Łukasz Snopek                      |         |